# Città di Palermo (incrociatore ausiliario 1915)
Il Città di Palermo è stato un incrociatore ausiliario della Regia Marina, già piroscafo passeggeri italiano.

## Storia
Costruita tra il 1909 ed il 1910, l'unità faceva parte di una serie di quattro veloci piroscafi passeggeri ordinati dalle Ferrovie dello Stato (gli altri tre erano Città di Messina, Città di Siracusa e Città di Catania). Tali navi, simili nelle caratteristiche generali, si differenziavano nell'apparato propulsivo e di conseguenza anche nell'aspetto. Già prima dello scoppio della prima guerra mondiale era previsto, nei piani della Regia Marina, che in caso di guerra le quattro navi, in virtù della loro notevole velocità (20 nodi), sarebbero state requisite, armate ed impiegate come incrociatori ausiliari.
Per tale motivo nel 1911-1912, scoppiata guerra italo-turca, la nave, al pari delle altre tre unità similari, venne requisita ed armata come incrociatore ausiliario, partecipando quindi a tale conflitto. Conclusa tale guerra, il Città di Palermo tornò al servizio passeggeri di linea.
Poco prima dell'ingresso dell'Italia nella prima guerra mondiale il Città di Palermo venne nuovamente requisito, armato con 4 cannoni da 120/40 mm e 2 da 76/40 mm (per altre fonti da 47/40 mm) ed iscritto nel ruolo del naviglio ausiliario dello stato come incrociatore ausiliario, impiegato anche nel trasporto di truppe. Il 24 maggio 1915 la nave aveva base a Brindisi, al comando del capitano di fregata Cuturi, ed era, come unità di bandiera del contrammiraglio Enrico Millo, la nave ammiraglia della Divisione Esploratori.
L'11 luglio 1915, poco dopo l'entrata in guerra, il Città di Palermo fu assegnato alla formazione navale incaricata dello sbarco e dell'occupazione dell'isola di Pelagosa. La nave, inquadrata nel II Gruppo di tale forza navale e con a bordo il reparto destinato all'occupazione nonché i relativi equipaggiamenti e viveri, giunse poco prima delle tre di notte, scortata dal cacciatorpediniere Strale e dalle torpediniere Clio, Cassiopea, Calliope, Airone, Astore ed Arpia, nelle acque antistanti la località di Zadlo, sull'isola, e dopo un iniziale sbarco di reparti d'avanguardia per verificare l'assenza di truppe avversarie, alle 5.30 si mise alla fonda ed iniziò a sbarcare le truppe, concludendo l'operazione in quattro ore. Pelagosa venne occupata senza incontrare resistenza – i due unici militari austroungarici presenti sull'isola, due segnalatori, si nascosero e poi si consegnarono –, anche se dovette essere abbandonata dopo poche settimane a causa dei contrattacchi austro-ungarici.
Successivamente la nave ebbe impiego anche come trasporto truppe sulle rotte tra la Puglia e l'Albania.
Il mattino dell'8 gennaio 1916 il Città di Palermo (ancora al comando del capitano di fregata Cuturi) lasciò Brindisi diretto a Valona (o Durazzo) con a bordo 540 tra membri dell'equipaggio e militari del Commonwealth – tra cui 4 ufficiali e 139 sottufficiali e soldati britannici – destinati, a seconda delle fonti, a Durazzo od al fronte di Salonicco. Poco dopo aver lasciato il porto, tuttavia, intorno alle 8.30, circa 6 miglia a nordest di Brindisi, la nave entrò in un campo minato posato il precedente 10 dicembre dal sommergibile austroungarico UC 14 ed urtò una mina, affondando con grande rapidità. Numerosi drifters britannici accorsero prontamente sul luogo, riuscendo a salvare la grande maggioranza degli uomini imbarcati. Due dei drifters, il Freuchny ed il Morning Star, andarono a loro volta distrutti sulle mine durante le operazioni di soccorso, con la perdita rispettivamente di 8 e 9 uomini.
Le perdite tra gli uomini a bordo del Città di Palermo ammontarono ad 87 morti (54 britannici e 33 italiani), mentre 453 uomini (tra cui 84 britannici), 24 dei quali feriti, poterono essere tratti in salvo dalle unità soccorritrici.